# Platanthera convallariifolia
Platanthera convallariifolia är en orkidéart som först beskrevs av Fisch. och John Lindley, och fick sitt nu gällande namn av John Lindley. Platanthera convallariifolia ingår i släktet nattvioler, och familjen orkidéer. Inga underarter finns listade i Catalogue of Life.